# ویلیام کی. هاوارد
ویلیام کی. هاوارد (انگلیسی: William K. Howard; ۱۶ ژوئن ۱۸۹۹ – ۲۱ فوریهٔ ۱۹۵۴) کارگردان فیلم، تهیه‌کننده و نویسنده اهل ایالات متحده آمریکا بود. او که یکی از کارگردانان پیشتاز هالیوود محسوب می‌گردد، بیش از پنجاه فیلم را از ۱۹۲۱ تا ۱۹۴۶ کارگردانی کرد.

## گزیده فیلم‌شناسی
- کشتی‌ای می‌آید از (۱۹۲۸)
- دلیر (۱۹۲۹)
- شرلوک هولمز (۱۹۳۲)
- قدرت و جلال (۱۹۳۳)
- انگلستان در آتش (۱۹۳۷)
- نوت راکنی آمریکایی (۱۹۴۰)